# William Carlos Williams
Willam Carlos Williams (17. září 1883 – 4. března 1963) byl americký básník, úzce spjatý s modernismem a imagismem.

## Životopisné údaje
Williams se narodil v Ruthefordu, městě poblíž Patersonu ve státě New Jersey. Jeho otec byl anglický přistěhovalec a jeho matka pocházela z Portorika. Williams nejprve navštěvoval střední školu v Ruthefordu, ale v roce 1897 odjel studovat do Château de Lancy poblíž Ženevy a dále pak studoval dva roky na Lycée Condorcet v Paříži a na Horace Mann School v New Yorku. V roce 1902 se zapsal na lékařskou fakultu na University of Pennsylvania. Během svých studií v Pensylvánské univerzitě se spřátelil s Ezrou Poundem, Hildou Doolittleovou (známou pod jménem H. D.) a s malířem Charlesem Demuthem. Tato přátelství dále rozvíjelo jeho nadšení pro poezii. Promoval v roce 1906 a další 4 roky strávil na praxi v nemocnicích v New Yorku, cestováním a také postgraduálně studoval pediatrii na univerzitě v Lipsku. V roce 1910 se vrátil do Rutherfordu a pracoval jako lékař. Většina jeho pacientů měla paradoxně jen velmi malé ponětí o jeho literárním díle. Znali ho jako lékaře, který pomohl na svět více než dvěma tisícům dětí.
V roce 1912 se oženil se svou snoubenkou Florence (neboli Flossi, píše o ní jako o „the floss of his life“, niti svého života). Florence Herman byla jeho spolužačkou na Horrace Mann School v New Yorku. Novomanželé se nastěhovali do domu na Ridge Road v Ruthefordu, číslo 9. Brzy potom vydal Williams svou první sbírku poezie, The Tempers (Pohnutí). Wiliamsovi prožili většinu života v Ruthefordu, přestože podnikli i několik cest. Jednou z nich byla cesta do Evropy v roce 1924. Zde se setkávali s některými literárními osobnostmi, například s Ezrou Poundem a Jamesem Joycem. Williams se téhož roku vrátil sám do Spojených států. Jeho žena a synové zůstali v Evropě, aby chlapci získali zkušenost s životem v cizině, podobně jako ji v mládí získal sám Williams a jeho bratr. Později pak Williams cestoval také po Spojených státech při svých přednáškách a čteních. Přestože Williams byl povoláním lékař, vytvořil významné literární dílo. To zahrnuje povídky, divadelní hry, romány, literárně-kritické eseje, autobiografii, překlady a korespondenci. Williams psával po nocích a o víkendech se setkával v New Yorku s přáteli – spisovateli a umělci, například s avantgardními malíři Marcelem Duchampem a Francisem Picabiem, básníkem Wallacem Stevensem a básnířkou Marianne Mooreovou. Zapojil se do hnutí imagistů, ale jeho stanoviska se brzy začala odlišovat od názorů jiných básníků tohoto okruhu – Ezry Pounda a T. S. Eliota.
Po srdečním infarktu, který Williams utrpěl v roce 1948, se jeho zdraví postupně zhoršovalo a v roce 1951 jej postihlo několik infarktů. V roce 1953 byl hospitalizován a léčen kvůli klinické depresi. Williams Carlos Willams zemřel 4. března 1963 ve věku 79 let. Dva dny poté jedno britské nakladatelství oznámilo, že vydá jeho básně. To jako by byla ironie osudu, uvědomíme-li si, že Williams vždy protestoval proti závislosti americké poezie na anglickém vlivu. Během svého života nikdy nezískal v Británii tolik uznání jako ve Spojených státech.

## Literární vlivy
Během 1. světové války, kdy se mnoho evropských umělců usadilo v New Yorku, se Williams spřátelil s některými avantgardními umělci, například Manem Rayem, Francisem Picabiaou a Marcelem Duchampem. V roce 1915 měl Williams blízko ke skupině newyorských umělců známých pod označením „The Others“ (Ostatní). Skupinu založil spolu s Manem Rayem básník Alfred Kreymborg a patřili do ní Walter Arensberg, Wallace Stevens, Mina Loyová, Marianne Mooreová a Duchamp. Zde se Williams seznámil s dadaistickým hnutím. To pravděpodobně také vysvětluje dadaismus|dadaistické a surrealistické prvky v jeho rané poezii. Díky své účasti ve skupině The Others se Williams stal klíčovým tvůrcem počínajícího modernistického hnutí ve Spojených státech.
Williamsovi byly cizí časté aluze k cizím literaturám a k antice, kterými své básně zahlcovali Ezra Pound a ještě více T. S. Eliot, například v Pustině. Williams čerpal témata svých básní především ze svého bezprostředního okolí. Ve své modernistické epopeji Paterson (vydávané mezi lety 1946 a 1963), která popisovala historii, obyvatele a charakter města Patersonu ve státě New Jersey, zkoumal roli básníka v americké společnosti. Nejznámější shrnutím Williamsovi tvůrčí metody jeho výrok v básni „A Sort of Song z roku 1944, ve kterém ji charakterizoval takto: „Ne představy, ale věci samy“. Williams věřil, že básník musí opustit tradiční básnické formy a nadbytečné literární narážky a musí se snažit pohlížet na svět přímo a při tom používat takovou formu, která odpovídá danému objektu. Marianne Moorová, další ze skeptiků vůči tradičním básnickým formám, poznamenala, že Williams píše „prostou americkou angličtinou, kterou umí číst i psi a kočky“ a píše typickým jazykem Ameriky.
Jedním z Williamsových nejvýznamnějších přínosů americké literatuře byla jeho ochota být rádcem mladších autorů. Přestože Pound a Eliot získali ve své době více uznání, mnoho významných básníků následujících generací buď ve Williamsovi našlo přímo svého osobního rádce, nebo ho uznávali jako autora, který na ně měl velký vliv. Obzvlášť významný vliv měl Williams na mnoho z amerických literárních směrů 50. let: Beat generation, sanfranciskou renesanci, Black Mountain School a newyorskou školu. Byl básnickým učitelem Charlese Olsona, který se zasloužil o rozvoj poezie na Black Mountain College a následně ovlivnil mnoho básníků. U Williamse studovali také Robert Creeley a Denise Levertovová, dva další tvůrci spojení s Black Mountain. Williams se přátelil s Kennethem Rexrothem, zakladatelem sanfranciské renesance. Přednáška, kterou Williams pronesl v Reed College zásadně ovlivnila tři další významné účastníky sanfranciské renesance: Garyho Snydera, Philipa Whalena a Lewa Welche. Jedním z autorů, na které měl Williams největší vliv, byl Allen Ginsberg. Ginberg tvrdil, že Williams v podstatě osvobodil jeho básnickou řeč. Williams zahrnul několik Gisnbergových dopisů do Patersonu a uvedl, že právě jeden z nich byl jednou z inspirací pro pátý oddíl tohoto díla. Williams také napsal úvody ke dvěma Ginsbergovým textům, jedním z nich bylo i Kvílení. Přestože Williams poezii básníků, kteří se u něj učili, miloval, nebyl vždy spokojený s výsledky svého vlivu na ostatní (kritizoval například nedostatek formy jiných básníků Beat generation). Williams byl přesvědčen, že forma a vyjádřením musí být v souladu.
V květnu 1963 mu byla in memoriam udělena Pulitzerova cena za Pictures from Brueghe and Other Poems (1963) a Gold Medal for Poetry od National Institute of Arts and Letters. Jeho hlavními díly jsou: Kora in Hell (Kora v pekle, 1920), Spring and All (Jaro a podobně, 1923), Pictures from Brueghel and Other Poems (Obrázky z Breughela a další básně, 1962), Paterson (1963, reprint 1992) a Imaginations (1970). Americká společnost pro poezii každý rok na jeho paměť uděluje cenu, která nese jeho jméno a je jí oceňována nejlepší kniha poezie vydaná nekomerčním nebo univerzitním nakladatelstvím.

### Poezie
V antologiích je nejčastěji uváděna Williamsova báseň „The Red Wheelbarrow“, která je považována za názorný příklad naplnění stylu a zásad imagismu. Williams se ale s imagismem nikdy plně neztotožnil a později se vzdálil jeho idejím, za kterými stáli spíše Ezra Pound a Hilda Doolittleová (H. D.). Blíže než k imagismu má Williams k modernistickému hnutí v americké literatuře, jež odmítalo evropský vliv v básnictví a dávalo přednost domácímu vlivu a dikci.

## Dílo
Poezie
V češtině: výbor Hudba pouště (1964)
- Básně (Poems 1909)
- Pohnutí (The Tempers, 1913)
- Komukoliv (Al Que Quiere, 1917)
- Kora v pekle (Kora in Hell, 1920)
- Kyselé hrozny (Sour Grapes, 1921)
- Go Go (1923)
- Jaro a podobně (Spring and All, 1923)
- The Cod Head (1932)
- Sebrané básně 1921-1931 (Collected Poems, 1921-1931, 1934)
- An Early Martyr and Other Poems (1935)
- Adam & Eve & The City (1936)
- Úplné sebrané básně (The Complete Collected Poems of William Carlos Williams, 1906-1938, 1938)
- The Broken Span (1941)
- The Wedge (1944)
- Paterson (Paterson, 1946, 1948, 1949, 1951, 1958)
- Clouds, Aigeltinger, Russia (1948)
- The Collected Later Poems (1950
- Collected Earlier Poems (1951
- Hudba pouště (The Desert Music and Other Poems, 1954)
- Cesta k lásce (Journey to Love, 1955)
- Obrázky z Breughela (Pictures from Brueghel and Other Poems, 1962)
- Imaginations (1970)

Próza
- Kora v pekle (Kora in Hell, 1920)
- Velký americký román (The Great American Novel, 1923)
- V americkém zrnu (In the American Grain, (1925
- Bílá mula (White Mule, 1937
- Život podle řeky Passaicu (Life along the Passaic River, 1938)
- V blahobytu (In the Money, 1940)

a další